# 明永陵
永陵是明世宗朱厚熜与陈皇后、方皇后、杜皇后的合葬墓。
永陵位于北京昌平区天寿山阳翠岭下，距明长陵东南三里，有神路、石桥、碑亭。碑亭南有石桥三座，过三道门，有殿七间，两庑九间。明楼没有甬道，东西为白石门，华丽超过长陵。现在除了明楼、宝城外，其他地面建筑已经不复存在。